# Hazewind (molen)
De Hazewind is een korenmolen in het Drentse Gieten. 

## Geschiedenis
In 1832 nam Bernier Lucas Homan het initiatief om een molen te laten bouwen in Gieten. Tot die tijd moesten de boeren uit Gieten met hun graan naar Eext of Gasselte. Het gemeentebestuur had geen bezwaar tegen de bouwlocatie – achter het huis van Homan – omdat de molen 22 Ellen van den publieke weg verwijderd is, zodat de daarstelling van het trafiek in genen deele voor de publieke passage hinderlijk, nadelig of gevaarlijk is. 
In 1833 werd de molen in gebruik genomen.
Tijdens de Tweede Wereldoorlog was de molen in verval geraakt. De toenmalige eigenaar van de Hazewind vroeg in september 1946 toestemming aan monumentenzorg om de molen te mogen slopen. Zover is het niet gekomen, in 1947 werd de molen verkocht aan de toenmalige molenaar en er volgde een restauratie. Onder meer werd de stelling die in 1936 verwijderd was opnieuw aangebracht en de molen kwam weer in bedrijf. 
In 1964 volgde opnieuw een restauratie waarbij nieuwe roeden werden gestoken. In 2004 zijn deze roeden weer vervangen, op beide roeden zijn fokwieken aangebracht volgens het systeem-Fauëll met automatische remkleppen.
De gietijzeren bovenas is gegoten door De Prins van Oranje te Den Haag en stamt uit 1895. De molen wordt gevangen (geremd) met een Vlaamse vang, die bediend wordt met een vangstok. De bovenas is in 1969 doorboord met de bedoeling om zelfzwichting aan te brengen maar dat is uiteindelijk niet aangebracht. De bezaan- en zwichtstok zitten nog aan de kap; de zwichtstang met spin liggen in het motorhuis naast de molen.
De molen beschikt over een koppel 17der blauwe stenen, een koppel 16der kunststenen, een pelsteen – die niet meer gebruikt kan worden – en sleepluiwerk.
Vanaf 1990 bleek dat het grote aantal bomen in de directe omgeving nadelig was voor de molen. De turbulentie die veroorzaakt werd door de bomen liet de molen onregelmatig draaien en zorgde voor extra slijtage. Na een jarenlange strijd werden eind 2013 de benodigde kapvergunningen aangevraagd en sinds december 2014 kan de Hazewind ongehinderd malen.

### Motoren
Begin 1900 werd er naast de molen een bijgebouw gebouwd waarin een locomobiel werd geplaatst om ook bij weinig of geen wind te kunnen malen. Vanaf 1938 werd er gebruikgemaakt van een dieselmotor van de fabrikant Ruston, Proctor and Company. Deze motor is gebouwd in 1911 en wordt momenteel gerestaureerd. Er is ook nog een elektromotor aanwezig.

## Naam
Ter gelegenheid van de restauratie in 1964 schreef het Nieuwsblad van het Noorden een prijsvraag uit voor een naam voor de molen, die voorheen naamloos was. Het werd dus Hazewind, een verwijzing naar de snelheid van de windhond en naar het toenmalige wapen van Gieten dat een witte windhond toont.
De Hazewind is elke zaterdag geopend voor bezoek.